# Kostolec
Kostolec este o comună slovacă, aflată în districtul Považská Bystrica din regiunea Trenčín. Localitatea se află la altitudinea de 495 m deasupra n.m., se întinde pe o suprafață de 4 km2 și în 2017 număra 243 de locuitori.

## Istoric
Localitatea Kostolec este atestată documentar din 1431.

## Demografie
| An:                | 1994 | 2004   | 2014    | 2024    |
| ------------------ | ---- | ------ | ------- | ------- |
| Număr de persoane: | 235  | 256    | 228     | 272     |
| Diferență:         |      | +8,93% | −10,93% | +19,29% |

| An:                | 2023 | 2024   |
| ------------------ | ---- | ------ |
| Număr de persoane: | 273  | 272    |
| Diferență:         |      | −0,36% |